# Kravsko (zámek)
Zámek Kravsko se nachází v jižní části obce Kravsko v okrese Znojmo. Dvoupatrový klasicistní zámek vznikl koncem 18. století přestavbou bývalé rezidence louckých premonstrátů. Zámek je chráněn jako kulturní památka České republiky.

## Historie
Na místě současného zámku původně stávalo patrové barokní letní sídlo louckého opata, vybudované v polovině 18. století. Po zrušení louckého kláštera koupil roku 1789 panství Kravsko Jan Václav hrabě Ugarte. Ten následně nechal bývalou rezidenci přestavět na klasicistní zámek. Přestavba zahrnovala navýšení budovy o druhé patro a zbudování lodžie. Roku 1847 dala Luise Ugarte vybudovat pětibokou mariánskou kapli při severní straně východního průčelí, kvůli zachování symetrie doplněnou o pavilon stejného tvaru na protilehlé straně. Další stavební úpravy následovaly v 60. letech 19. století. Po roce 1900 proběhly úpravy interiéru. Od roku 1901 patřil zámek rodu Dentice di Frasso, který jej v letech 1901 až 1939 využíval jako letní sídlo. V roce 1948 byl zámek konfiskován státem a následně účelově využíván jako škola až do roku 1968. Od roku 1984, po dlouholeté rekonstrukci a adaptaci, začal zámek sloužit jako rekreační a školicí středisko novoborských skláren Crystalex. Počátkem 21. století byl zámek odprodán a následně sloužil jako hotel. V současnosti (2016) je zámek nevyužívaný a veřejnosti nepřístupný.

## Popis
Jádro zámku tvoří dvoupatrová obdélná budova s mansardovou střechou. V ose východního průčelí vystupuje pilířový portikus s terasou. Fasády jsou rozčleněny lizénami a kordonovými římsami, okna jsou rámována šambránami a římsami. Po stranách hlavní budovy se nacházejí krátká kolmo orientovaná patrová křídla. K vnitřním nárožím bočních křídel jsou připojeny pavilony půdorysu pětiúhelníka. Severní pavilon slouží jako kaple Panny Marie. Jižní křídlo je s hlavní budovou propojeno úzkou chodbou s patrovou prosklenou galerií, severní pak patrovou přístavbou. Celek tvoří čestný dvůr zámku. Před vstupem do čestného dvora stojí rokoková socha svatého Aloise Gonzagy z roku 1847. K severovýchodní straně zámku přiléhá trojkřídlý hospodářský dvůr se skleníkem.
Kolem zámku se rozkládá přírodní krajinářský park s rybníkem, založený koncem 19. století ugartovským lesníkem Josefem Renettem.